# Stadio Benito Stirpe
Stadio Benito Stirpe (ook bekend als Stadio Casaleno) is een multifunctioneel stadion in Frosinone, Lazio. Het wordt voornamelijk gebruikt voor voetbalwedstrijden en is de thuisbasis van Frosinone Calcio. De capaciteit bedraagt 16.227 plaatsen.
Het stadion is ontworpen in het midden van de jaren zeventig en gebouwd in de tweede helft van de jaren tachtig, maar het bleef destijds onvoltooid. De voltooiing vond plaats tussen 2015 en 2017 op initiatief van Frosinone Calcio, dat van de gemeente toestemming kreeg om het stadion te gebruiken voor 45 jaar (tot 2061). Het stadion verving het Stadio Matusa.

## Afbeeldingen

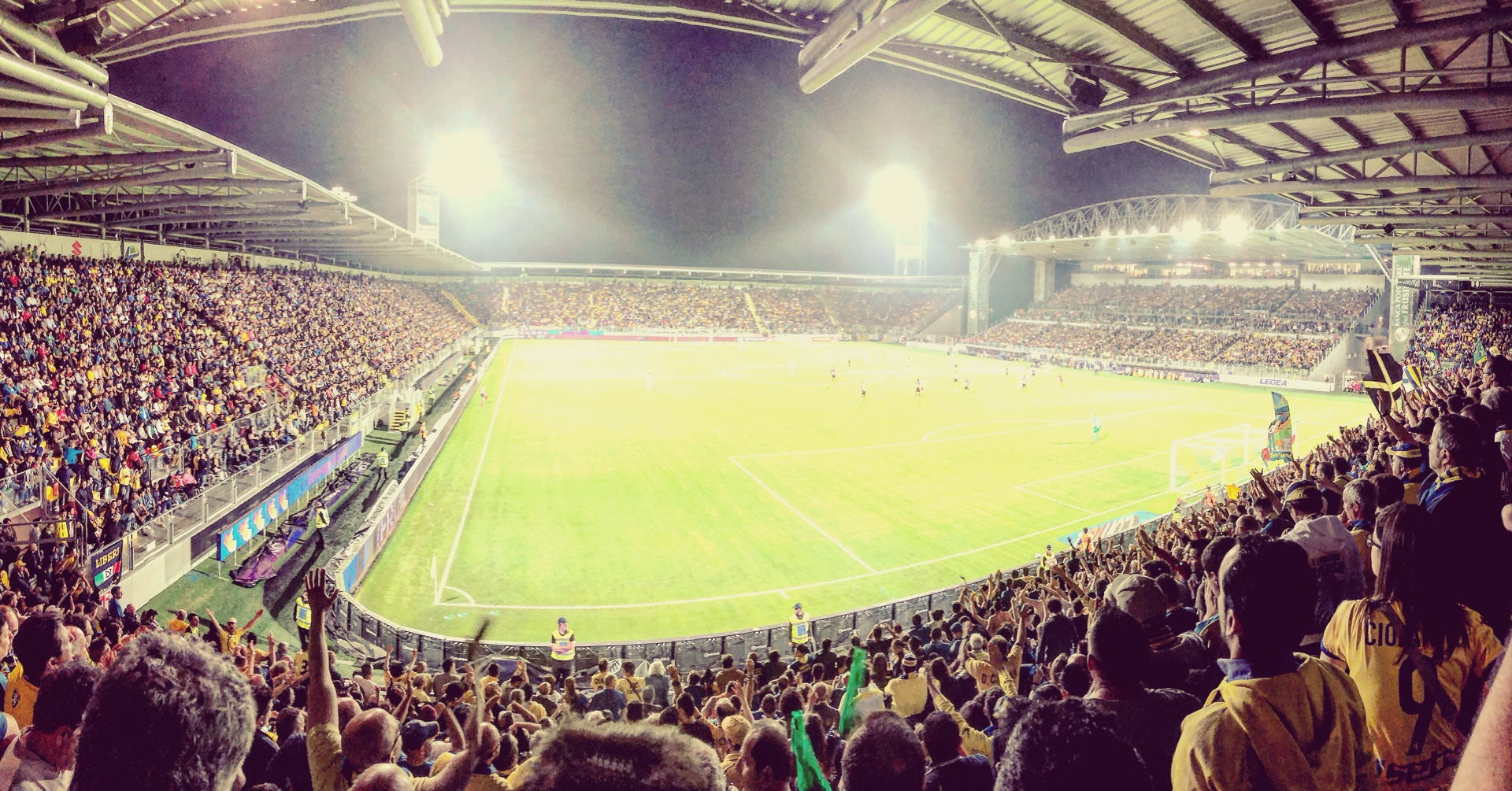
Het stadion
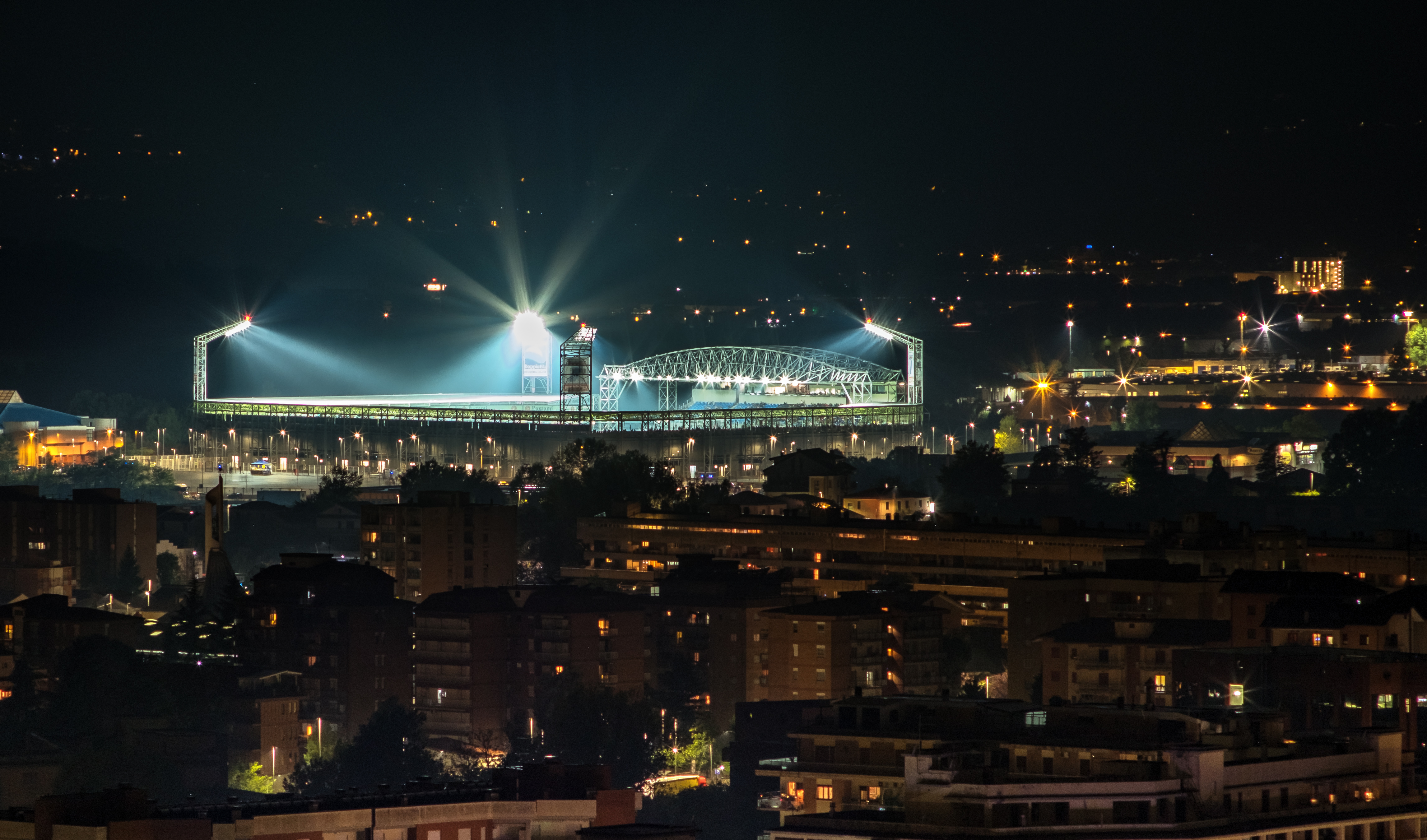
Het stadion
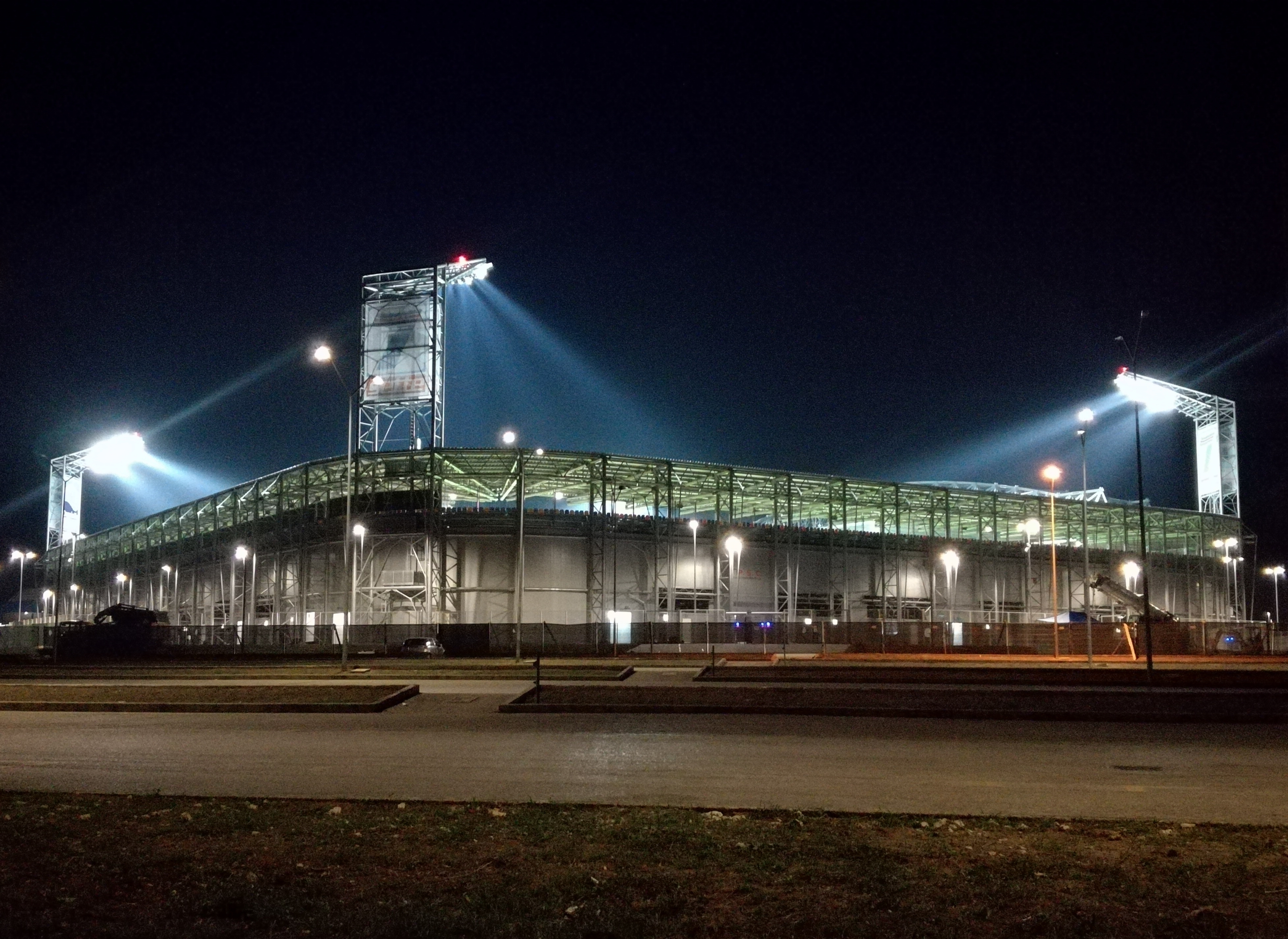
Het stadion
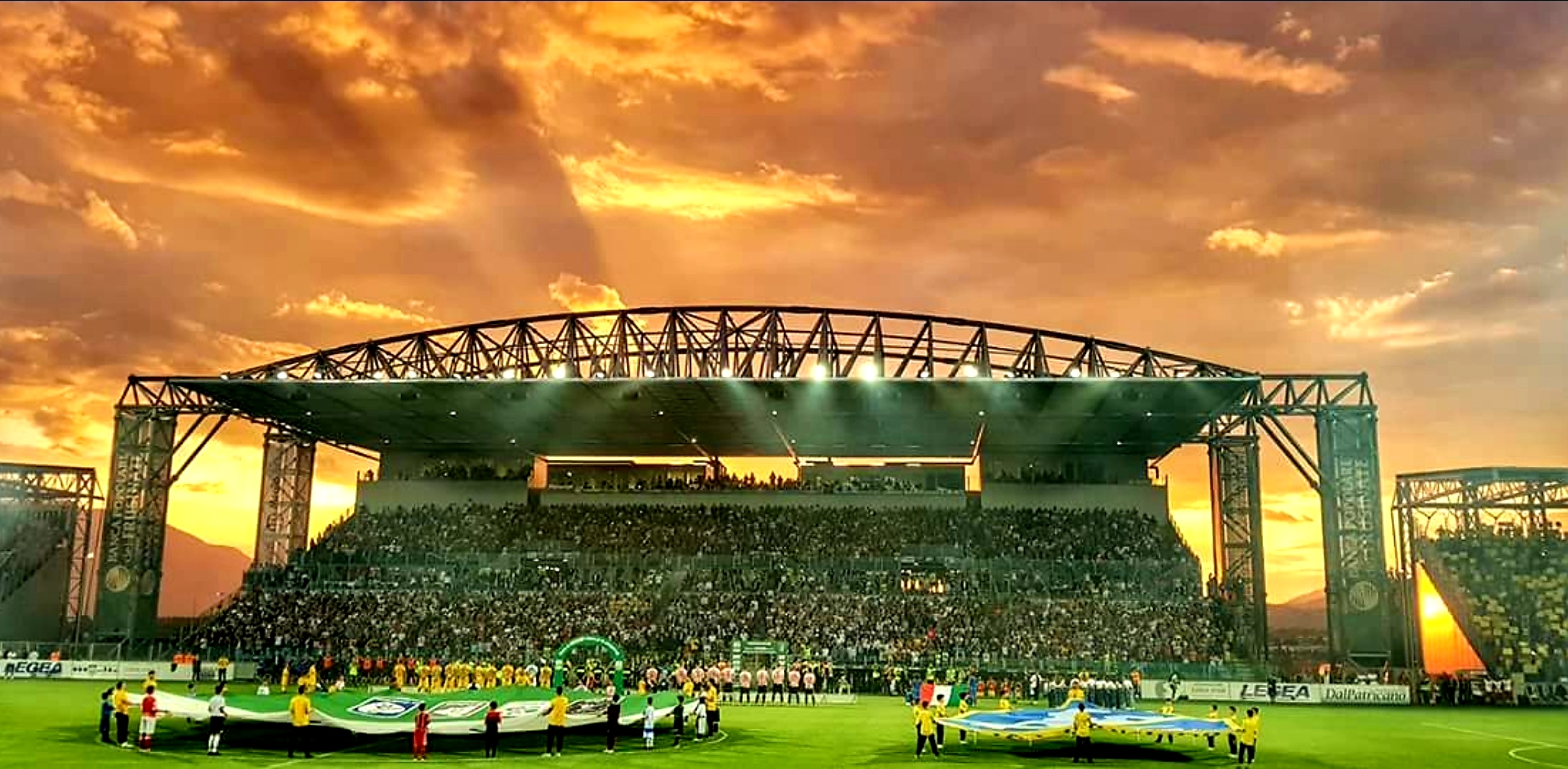
Main Stand (Juni 2018)
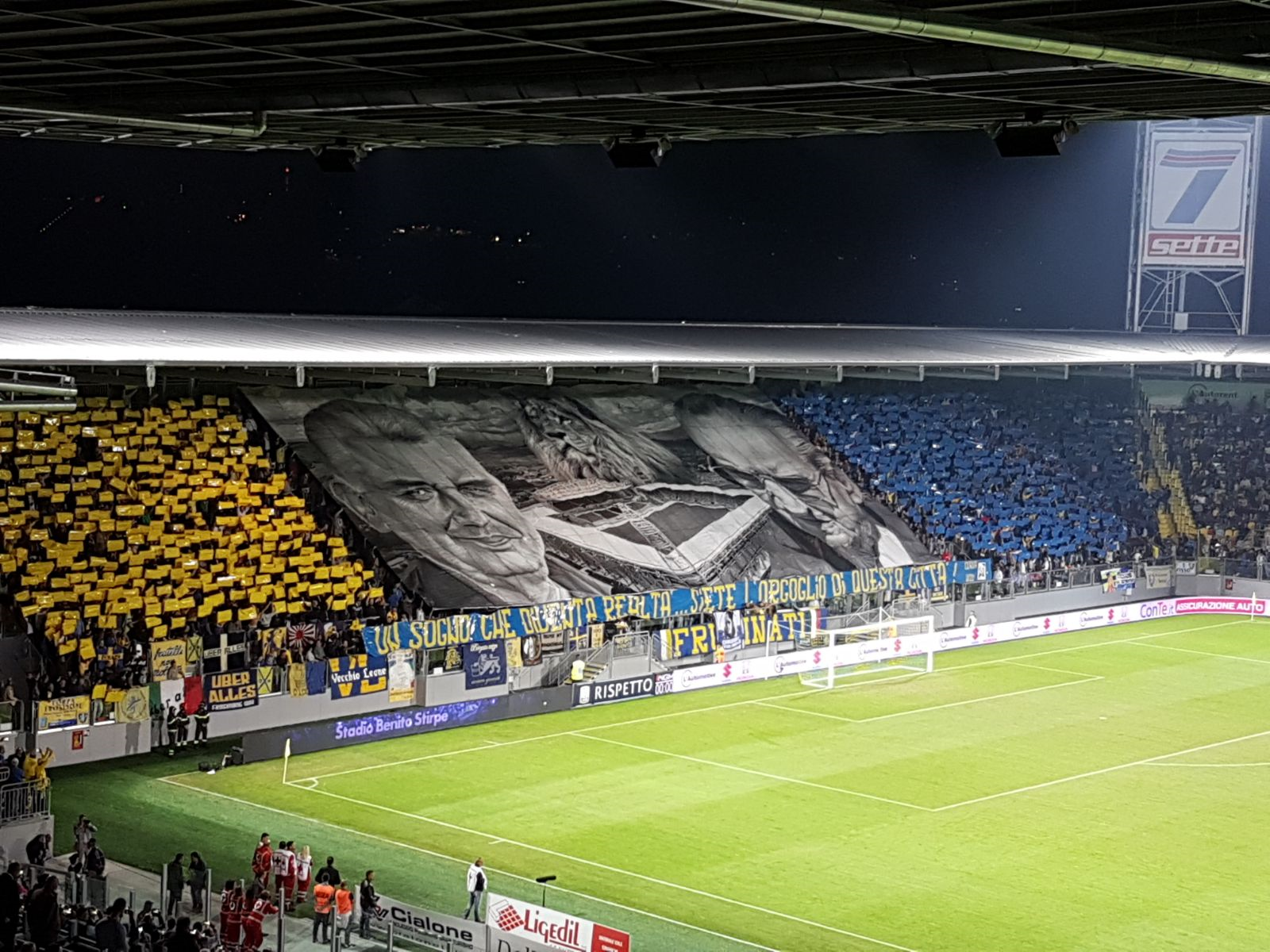
North Stand (Oktober 2017)
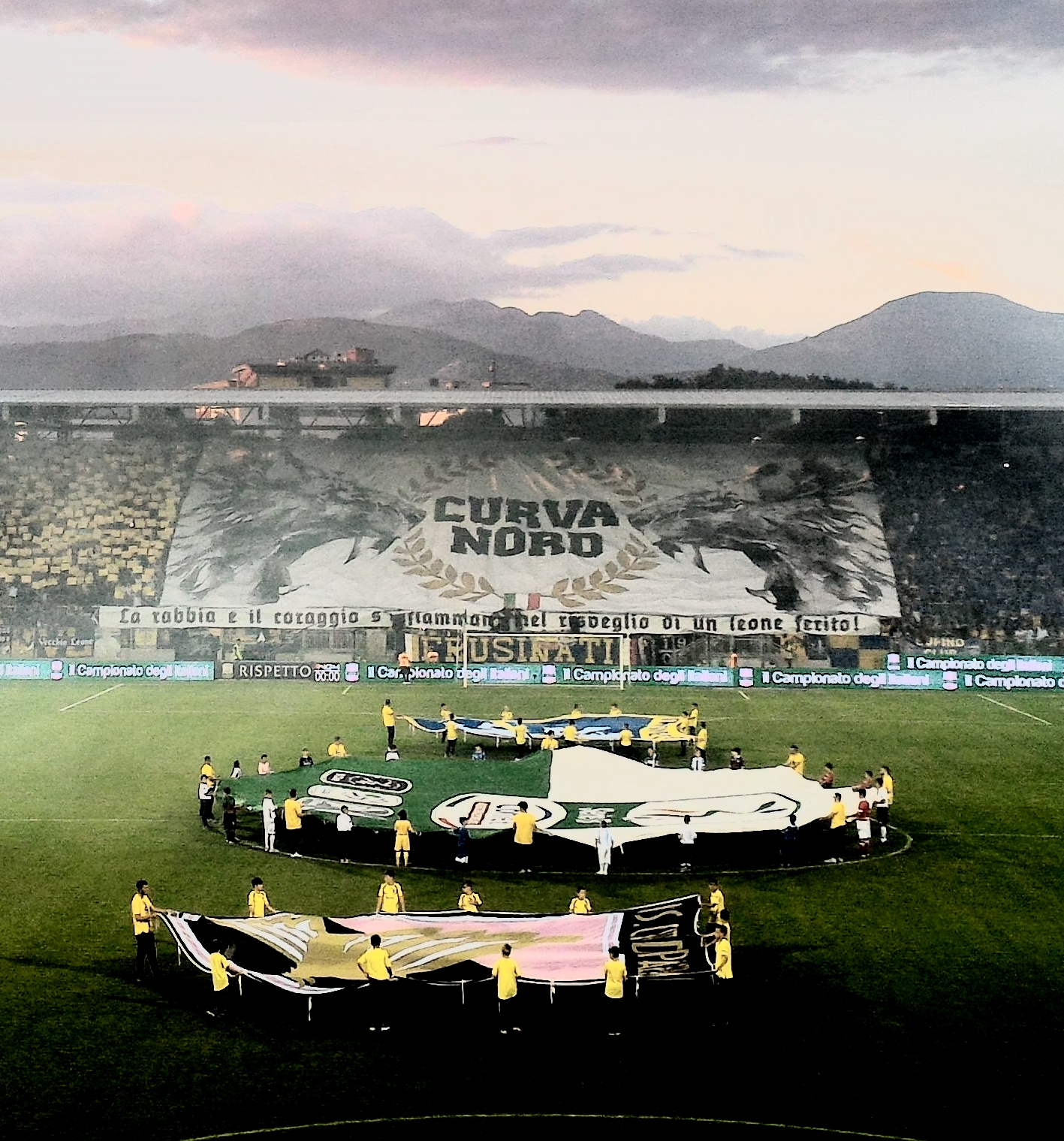
North Stand (Juni 2018)
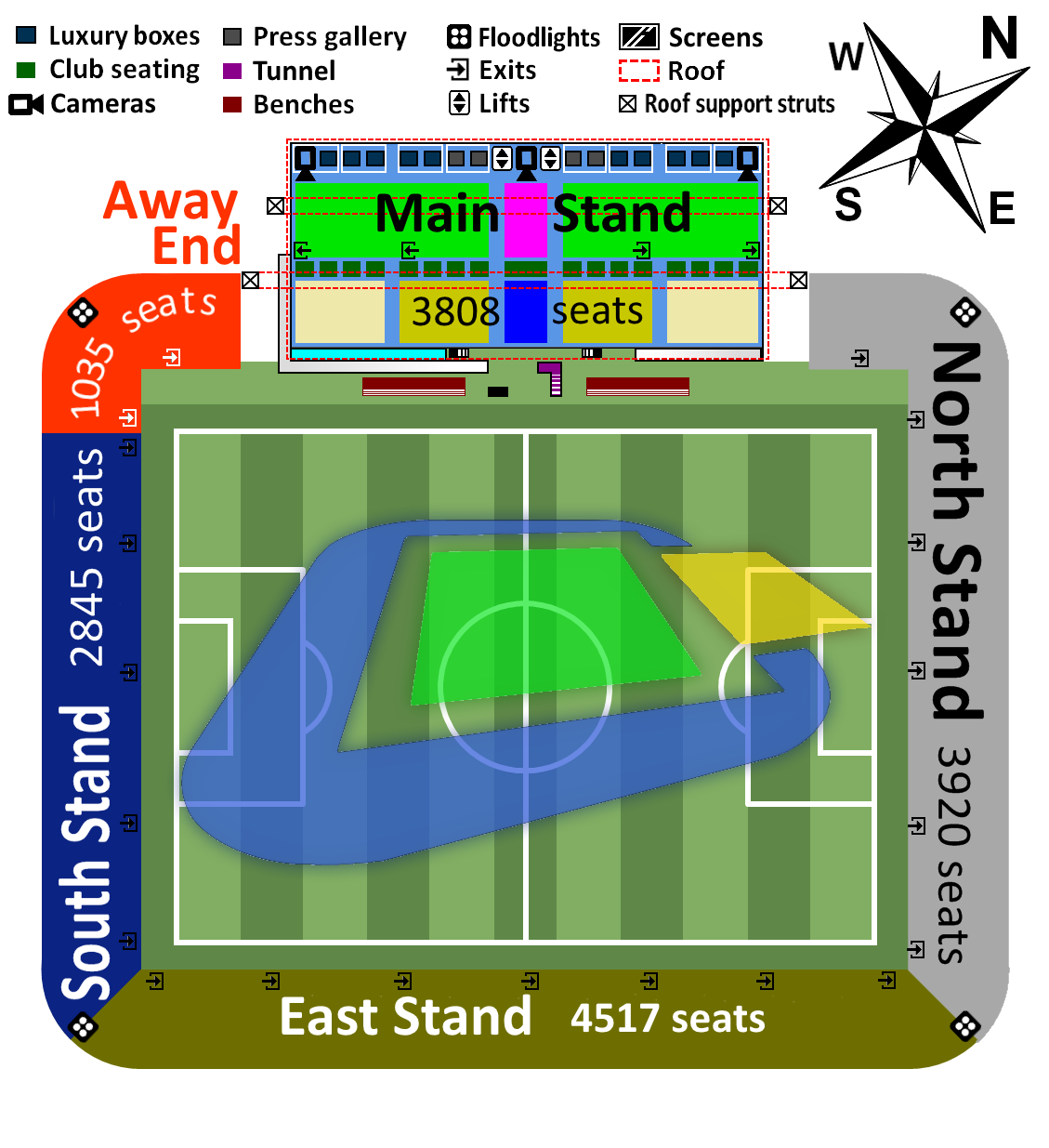
Plattegrond
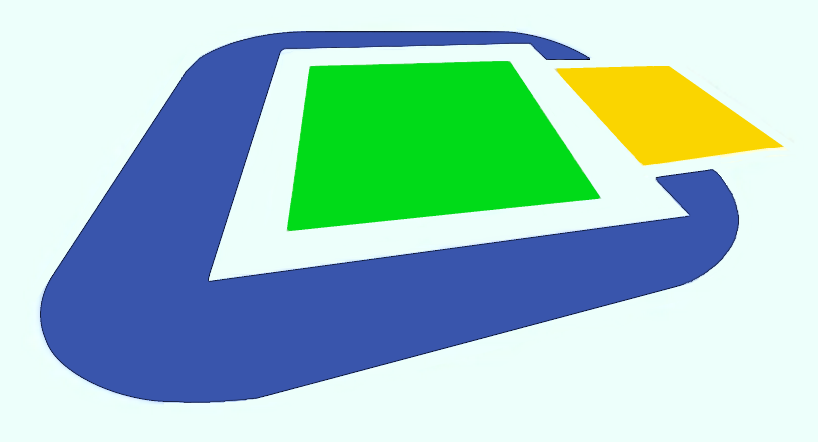
Het officiële logo van het stadion

Giuseppe Meazza (AC Milan/Inter Milan) ·
Olimpico (AS Roma/SS Lazio) ·
Atleti Azzuri (Atalanta Bergamo) ·
Renato Dall'Ara (Bologna) ·
Giovanni Zini (Cremonese) ·
Carlo Castellani (Empoli) ·
Artemio Franchi (Fiorentina) ·
Marcantonio Bentegodi (Hellas Verona) ·
Allianz Stadium (Juventus) ·
Via del Mare (Lecce) ·
Brianteo (Monza) ·
Diego Armando Maradona (Napoli) ·
Arechi (Salernitana) ·
Luigi Ferraris (Sampdoria) ·
Città del Tricolore (Sassuolo) ·
Alberto Picco (Spezia) ·
Olimpico di Torino (Torino) ·
Friuli (Udinese)
Cino e Lillo Del Duca (Ascoli) ·
San Nicola (Bari) ·
Ciro Vigorito (Benevento) ·
Mario Rigamonti (Brescia) ·
Unipol Domus (Cagliari) ·
Pier Cesare Tombolato (Cittadella) ·
Giuseppe Sinigaglia (Como) ·
San Vito-Gigi Marulla (Cosenza) ·
Benito Stirpe (Frosinone) ·
Luigi Ferraris (Genoa) ·
Alberto Braglia (Modena) ·
Renzo Barbera (Palermo) ·
Ennio Tardini (Parma) ·
Renato Curi (Perugia) ·
Garibaldi-Romeo Anconetani (Pisa) ·
Oreste Granillo (Reggina) · 
Paolo Mazza (SPAL) ·
Druso (Südtirol) ·
Libero Liberati (Ternana) ·
Pierluigi Penzo (Venezia)